# Salvia strobilanthoidea
Salvia strobilanthoidea là một loài thực vật có hoa trong họ Hoa môi. Loài này được C.Wright ex Griseb. miêu tả khoa học đầu tiên năm 1866.